# NGC 6745-2
NGC 6745-2 is een spiraalvormig sterrenstelsel in het sterrenbeeld Lier. Het hemelobject werd op 24 juli 1879 ontdekt door de Franse astronoom Édouard Jean-Marie Stephan.

## Synoniemen
- UGC 11391
- ZWG 229.13
- IRAS 19000+4040
- PGC 200361